# Księżniczka Nilu
Księżniczka Nilu (fr. La Princesse du Nil, 1998–1999) – francuski serial animowany powstały przy konsultacji z egiptologami z paryskiego Muzeum Luwr.
Światowa premiera serialu miała miejsce 11 września 1999 roku na francuskim kanale France 2. W Polsce premiera serialu odbyła się 9 listopada 1999 roku na antenie Canal+. Po raz ostatni serial pojawił się 14 grudnia 1999 roku. Serial emitowany był również na nieistniejącym kanale MiniMax.

## Opis fabuły
Serial przedstawia najmłodszym telewidzom tajemnice starożytnego Egiptu za czasów panowania Ramzesa II. Neteb, tytułowa Księżniczka Nilu, jest młodszą siostrą królowej Nefertari, która pragnie uwolnić swój kraj od złych mocy i wrogów Egiptu. Wraz ze swoim przyjacielem, młodym żołnierzem o imieniu Merempah przeżywa wiele przygód. stawiając czoła przestępcom oraz pomagając potrzebującym.